# Héry (Nièvre)
Héry ist eine französische Gemeinde mit 73 Einwohnern (Stand 1. Januar 2022) im Département Nièvre in der Region Bourgogne-Franche-Comté (vor 2016 Bourgogne). Sie gehört zum Arrondissement Clamecy und zum Kanton Corbigny (bis 2015 Brinon-sur-Beuvron).

## Geographie
Héry liegt etwa 58 Kilometer südlich von Auxerre am Rande des Morvan. Umgeben wird Héry von den Nachbargemeinden von Germenay im Norden, Chaumot im Osten, Pazy im Osten und Südosten, Guipy im Süden, Beaulieu im Westen sowie Moraches im Nordwesten.

## Bevölkerungsentwicklung
| Jahr                       | 1962 | 1968 | 1975 | 1982 | 1990 | 1999 | 2006 | 2011 | 2016 |
| -------------------------- | ---- | ---- | ---- | ---- | ---- | ---- | ---- | ---- | ---- |
| Einwohner                  | 108  | 108  | 97   | 69   | 63   | 68   | 72   | 65   | 73   |
| Quellen: Cassini und INSEE |      |      |      |      |      |      |      |      |      |

## Sehenswürdigkeiten

Kirche Saint-Andoche

- Kirche Saint-Andoche